# Johan Hübner von Holst
Johan Hübner von Holst (ur. 22 sierpnia 1881 w Sztokholmie, zm. 13 czerwca 1945 tamże) – szwedzki strzelec i oficer, pięciokrotny medalista olimpijski.
W swojej karierze wziął udział w trzech igrzyskach olimpijskich, w latach 1906–1912. Służył również w szwedzkiej armii (piechota, Svea livgarde). Podczas sukcesów sportowych miał stopień porucznika, później awansował na kapitana.